# کارلو
شهرکارلو (به انگلیسی: Carlow) با جمعیت ۱۳٫۸۹۸ نفر در شهرستان کارلو در کشور جمهوری ایرلند واقع شده‌است.